# Ligne 24G du tramway de Budapest
Pour les articles homonymes, voir Ligne 24.
La ligne 24G du tramway de Budapest (en hongrois : budapesti 24G jelzésű villamosvonal) circule entre Keleti pályaudvar (Festetics Gy. utca) et Mester utca / Ferenc körút. Cette ligne dessert les quartiers péricentraux de Budapest, traversant du côté de Pest les arrondissements de Józsefváros et Ferencváros.

## Tracé et stations

### Liste des stations
|  |   |   | Station                         | Correspondances | Arrondissement | Quartier                 | Desserte                                                                     |
|  | - | - | ------------------------------- | --------------- | -------------- | ------------------------ | ---------------------------------------------------------------------------- |
|  | o | ↓ | Keleti pályaudvar M Gare MÁV    |                 | 8e arr.        | Kerepesdűlő              | Baross tér                                                                   |
|  | • | ↓ | Dologház utca                   | 24              | 8e arr.        | Kerepesdűlő / Népszínház | Cimetière national de Fiumei út, Institut hongrois de sécurité sociale       |
|  | o | ↓ | Magdolna utca                   | 24 28A 37A      | 8e arr.        | Kerepesdűlő / Magdolna   |                                                                              |
|  | o |   | Orczy tér                       | 24 28A 83 9     | 8e arr.        | Kerepesdűlő / Magdolna   |                                                                              |
|  | • |   | Golgota tér                     | 24 99           | 8e arr.        | Tisztviselőtelep / Orczy |                                                                              |
|  | • |   | Elnök utca                      | 24              | 8e arr.        | Tisztviselőtelep / Orczy |                                                                              |
|  | o |   | Nagyvárad tér M                 | 24              | 8e arr.        | Tisztviselőtelep / Orczy | Nagyvárad tér, Université nationale de l'administration publique, Orczy-kert |
|  | • |   | Balázs Béla utca                | 24              | 9e arr.        | Középső-Ferencváros      |                                                                              |
|  | o |   | Haller utca / Mester utca       | 51 51A          | 9e arr.        | Középső-Ferencváros      | Église paroissiale Saint-Vincent-de-Paul                                     |
|  | • |   | Ferencvárosi rendelőintézet >>> | 51 51A          | 9e arr.        | Középső-Ferencváros      |                                                                              |
|  | • |   | Bokréta utca                    | 51 51A          | 9e arr.        | Középső-Ferencváros      |                                                                              |
|  | o |   | Mester utca / Ferenc körút      | 4 6 51 51A      | 9e arr.        | Középső-Ferencváros      |                                                                              |